# Rezolucja Rady Bezpieczeństwa ONZ nr 50
Rezolucja Rady Bezpieczeństwa ONZ nr 50 została uchwalona 29 maja 1948 w trakcie 310 sesji Rady Bezpieczeństwa ONZ.
Rezolucja dążyła do wstrzymania działań wojennych w Palestynie bez uszczerbku praw, roszczeń i pozycji Arabów i Żydów.
1. Wezwano wszystkie rządy i organizacje do zaprzestania wszelkich działań wojennych na okres czterech tygodni.
2. Wezwano wszystkie rządy i organizacje do zobowiązania się, że w czasie trwania zawieszenia broni nie wprowadzą wojsk do Palestyny, Egiptu, Iraku, Libanu, Arabii Saudyjskiej, Syrii, Transjordanii i Jemenu.
3. Wezwano wszystkie rządy i organizacje, aby w czasie trwania zawieszenia broni nie ogłaszały na swoim terytorium mobilizacji mężczyzn w wieku poborowym, oraz nie przeprowadzały szkoleń wojskowych.
4. Wezwano wszystkie rządy i organizacje, aby w czasie trwania zawieszenia broni nie dostarczać materiałów wojskowych do Palestyny, Egiptu, Iraku, Libanu, Arabii Saudyjskiej, Syrii, Transjordanii i Jemenu.
5. Wezwano wszystkie rządy i organizacje do podjęcia wszelkich możliwych środków ostrożności w celu ochrony miejsc świętych w mieście Jerozolimie, oraz umożliwienia dostępu wszystkim upoważnionym osobom do wszystkich miejsc kultu.
6. Zobowiązano Mediatora ONZ w Palestynie, aby w porozumieniu z Komisją Rozejmu w Palestynie, kontrolował przestrzeganie powyższych przepisów i zadecydował o powołaniu odpowiedniej liczby obserwatorów wojskowych.
7. Zobowiązano Mediatora ONZ w Palestynie do szybkiego nawiązania kontaktu ze wszystkimi zainteresowanymi stronami, aby mógł wykonać wszystkie swoje zadania określone przez Zgromadzenie Ogólne ONZ.
8. Wezwano wszystkie zainteresowane strony do udzielenia jak największej pomocy Mediatorowi ONZ w Palestynie.
9. Zobowiązano Mediatora ONZ w Palestynie, aby w czasie trwania zawieszenia broni przedstawiał Radzie Bezpieczeństwa cotygodniowy raport.
10. Wezwano państwa członkowskie Ligi Arabskiej, oraz władze żydowskie i arabskie w Palestynie, do porozumienia się i przyjęcia niniejszej rezolucji Rady Bezpieczeństwa nie później niż do godziny 6 w dniu 1 czerwca 1948.
11. Postanowiono, że jeśli zawieszenie broni zostanie odrzucone przez którąkolwiek lub obie strony, lub jeśli rozejm nie będzie przestrzegany lub zostanie złamany, sytuacja w Palestynie zostanie rozważona w ramach VII Karty Narodów Zjednoczonych.
12. Wezwano wszystkie rządy do podjęcia wszelkich możliwych kroków w celu realizacji niniejszej rezolucji[1].

Rezolucja została przyjęta w części. Nie odbyło się głosowanie nad całością Rezolucji.